# Cantone di Châlus
Il Cantone di Châlus era una divisione amministrativa dell'arrondissement di Limoges.
A seguito della riforma approvata con decreto del 20 febbraio 2014, che ha avuto attuazione dopo le elezioni dipartimentali del 2015, è stato soppresso.

## Composizione
Comprendeva i comuni di:
- Bussière-Galant
- Les Cars
- Châlus
- Flavignac
- Lavignac
- Pageas